# Канелено бърне
Канелено бърне (Spatula cyanoptera) е вид птица от семейство Патицови (Anatidae).

## Разпространение и местообитание
Разпространен е в Аржентина, Барбадос, Бахамските острови, Белиз, Боливия, Бразилия, Венецуела, Гватемала, Еквадор, Кайманови острови, Канада, Колумбия, Коста Рика, Куба, Мексико, Никарагуа, Парагвай, Перу, Салвадор, САЩ, Уругвай, Фолкландски острови и Чили.